# We Are Born
We Are Born is het vijfde studioalbum van de Australische singer-songwriter Sia. Het album werd uitgebracht op 18 juni 2010. Het album is meer upbeat dan haar voorgaande werken, wat Sia deels toeschrijft aan haar relatie met JD Samson en haar jeugdinvloeden Cyndi Lauper en Madonna. Het album werd geproduceerd door Greg Kurstin, en werd mede ingespeeld door The Strokes' gitarist Nick Valensi.
De eerste single van het album, You've Changed, werd uitgebracht in december 2009 en de hoofdsingle van het album, Clap Your Hands, in april 2010. We Are Born debuteerde op nummer 2 in de Australische Album Chart en was Sia's eerste top 10-album in haar thuisland. Het album won Best Pop Release en Best Independent Release tijdens de ARIA Music Awards van 2010. Het album kreeg een gouden status van de Australische ARIA Charts in 2011.

## Tracklist
| Nr. | Titel                               | Duur |
| --- | ----------------------------------- | ---- |
| 1.  | "The Fight"                         | 3:39 |
| 2.  | "Clap Your Hands"                   | 3:58 |
| 3.  | "Stop Trying"                       | 2:40 |
| 4.  | "You've Changed"                    | 3:11 |
| 5.  | "Be Good to Me"                     | 3:57 |
| 6.  | "Bring Night"                       | 2:57 |
| 7.  | "Hurting Me Now"                    | 3:26 |
| 8.  | "Never Gonna Leave Me"              | 3:34 |
| 9.  | "Cloud"                             | 3:43 |
| 10. | "I'm in Here"                       | 3:41 |
| 11. | "The Co-Dependent"                  | 2:55 |
| 12. | "Big Girl Little Girl"              | 4:18 |
| 13. | "Oh Father"                         | 4:29 |
| 14. | "I'm in Here" (Piano/Vocal Version) | 3:47 |

#### Amazon MP3 bonus track
| Nr. | Titel          | Duur |
| --- | -------------- | ---- |
| 15. | "Hold Me Down" | 4:22 |